# فراس هاشم
فراس هاشم (مواليد 12 يناير 1971) هو ملاكم عراقي، مثّل بلاده في الألعاب الأولمبية الصيفية 1992.

## روابط خارجية
فراس هاشم على موقع أوليمبيديا (الإنجليزية)